# 雲量
| 雲量 | 描述           | 記號 | 例圖 |
| ---- | -------------- | ---- | ---- |
| 0/8  | 碧空           |      |      |
| 1/8  | 晴             |      |      |
| 2/8  | 部分時間有陽光 |      |      |
| 3/8  | 疏雲           |      |      |
| 4/8  | 多雲           |      |      |
| 5/8  | 裂雲           |      |      |
| 6/8  | 密雲           |      |      |
| 7/8  | 短暫時間有陽光 |      |      |
| 8/8  | 陰             |      |      |
| 9/8  | 無法觀測       |      |      |

雲量是指視野所及的天空被雲所遮蔽的比例，為氣象觀測的常見數據之一。
雲量的測量有「十分量」及「八分量」兩種，一般採十分量測量，航空則多用八分量，但國際間已逐漸以八分量為主流。
十分量與八分量皆為將整個視野所及的天空（全天）分為十等分或八等分，然後觀測被雲層所遮蔽的部份佔全天多少比例。以八分量為例，全天皆為雲層遮蔽時記為「0.8」、「8/8」或「8」，遮蔽一半時記為「0.4」、「4/8」或「4」，晴朗無雲時則記為「0」或「0/8」。雲量只是一個概約值，並非精確值。
傳統的人工觀測受限於肉眼的極限，諸如濃霧或雲層過於破碎的狀態下皆有觀測困難，不過這些問題在改用人造衛星觀測氣象後已大為克服。